# 17 de fevereiro
17 de fevereiro é o 48.º dia do ano no calendário gregoriano. Faltam 317 dias para acabar o ano (318 em anos bissextos).

## Eventos históricos

1863: Fundação do Comitê Internacional de Ajuda aos Feridos

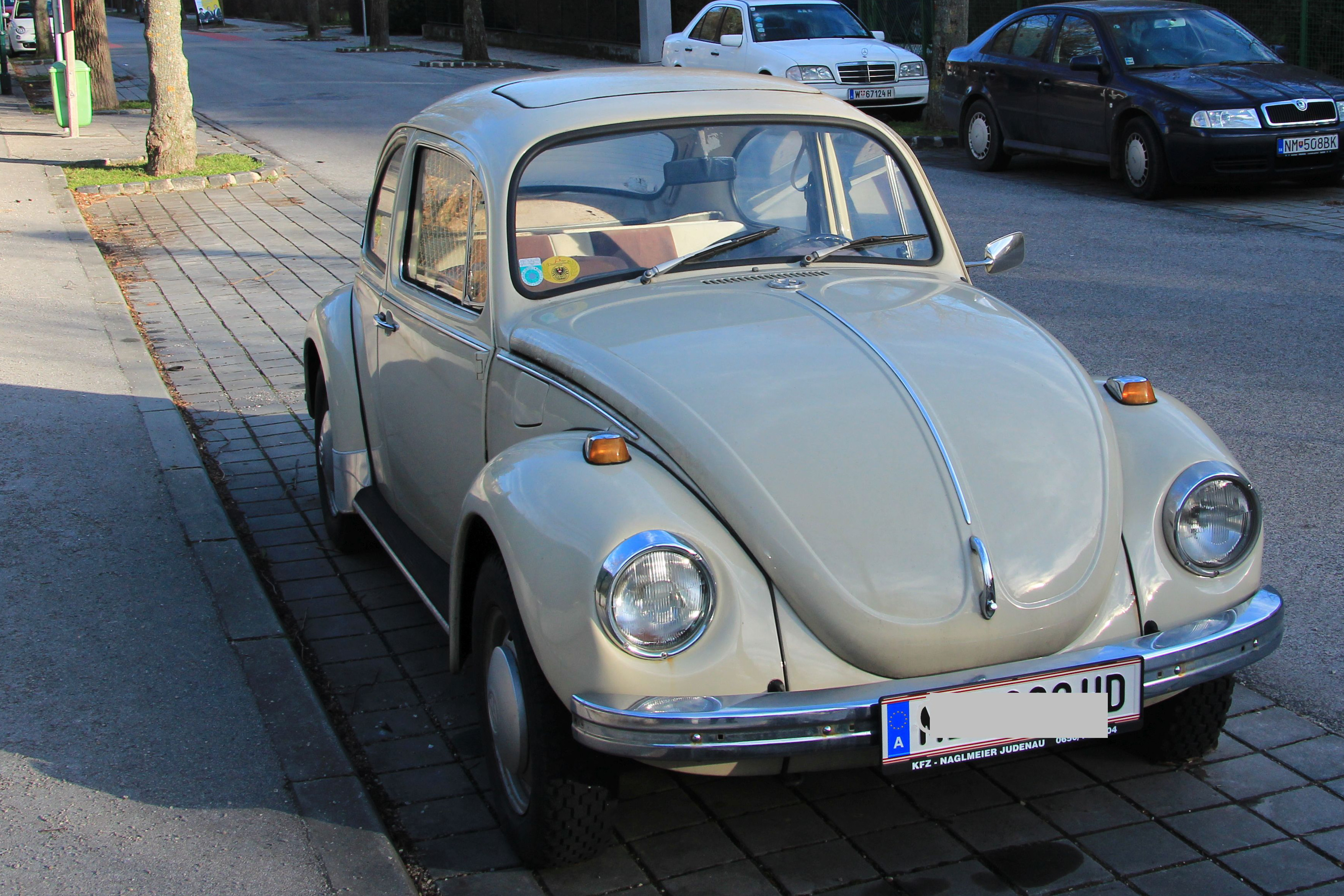
1972: VW Fusca 1302 S

- 0364 — Imperador romano Joviano morre em circunstâncias suspeitas após um reinado de oito meses. É encontrado morto em sua tenda em Tiana (Anatólia) quando retornava a Constantinopla.
- 1370 — Cruzadas do Norte: o Grão-Ducado da Lituânia e os Cavaleiros Teutônicos se encontram na Batalha de Rudau.[1]
- 1411 — Após as campanhas bem-sucedidas durante o interregno otomano, Musa Çelebi, um dos filhos de Bajazeto I, torna-se sultão do Império Otomano com o apoio de Mircea I da Valáquia.[2]
- 1500 — O duque Frederico e o duque João tentam subjugar o campesinato de Dithmarschen, Dinamarca, na Batalha de Hemmingstedt.
- 1600 — Queimado vivo o filósofo Giordano Bruno, por heresia, no Campo de Fiori em Roma.
- 1616 — Aisin-Gioro Nurhaci proclama-se cã da dinastia Jin Posterior, unificando as tribos jurchéns. Foi o ancestral da última família imperial da China, a Dinastia Qing (sobrenome: Aisin Gioro).[3]
- 1674 — Um sismo atinge a ilha indonésia de Ambon. Ele desencadeia um megatsunami de 100 m que afoga mais de 2 300 pessoas.[4]
- 1753 — Na Suécia, 17 de fevereiro é seguido de 1 de março, quando o país faz a mudança do calendário juliano para o calendário gregoriano.
- 1801 — Eleição presidencial dos Estados Unidos de 1800: Um empate no Colégio Eleitoral entre Thomas Jefferson e Aaron Burr é resolvido quando Jefferson é eleito presidente dos Estados Unidos e Burr vice-presidente pela Câmara dos Representantes dos Estados Unidos.
- 1838 — Massacre de Weenen: Centenas de Voortrekkers (colonos de língua neerlandesa, antepassados dos Africânderes) ao longo do rio Blaukraans, Natal são mortos por Zulus.[5]
- 1843 — Aberta para trânsito a nova ponte pênsil da cidade do Porto.
- 1854 — Reino Unido reconhece a independência do Estado Livre de Orange.
- 1859 — Guerra da Cochinchina: A Marinha Francesa captura a Cidadela de Saigon a caminho da conquista de Saigon e outras regiões do sul do Vietnã.[6]
- 1863 — Um grupo de cidadãos de Genebra, Suiça, fundam um Comitê Internacional de Ajuda aos Feridos, que mais tarde se tornou conhecido como o Comitê Internacional da Cruz Vermelha.
- 1864 — Guerra Civil Americana: o HL Hunley torna-se o primeiro submarino a enfrentar e afundar um navio de guerra, o USS Housatonic.[7]
- 1865 — Guerra Civil dos Estados Unidos: A cidade de Colúmbia, no estado estadunidense em rebelião da Carolina do Sul, é queimada enquanto as forças confederadas fogem do avanço das forças da União.
- 1867 — O primeiro navio atravessa o Canal de Suez.
- 1905 — Revolução Russa de 1905: O grão-duque Sérgio Alexandrovich da Rússia é assassinado no Kremlin de Moscou pelo socialista revolucionário Ivan Kalyayev.
- 1913 — Armory Show é inaugurada em Nova Iorque, exibindo obras de artistas que se tornarão alguns dos pintores mais influentes do início do século XX.
- 1919 — República Popular da Ucrânia, que durante o caos da Revolução Russa havia declarado sua independência da Rússia e buscava reconhecimento internacional, pede ajuda à Tríplice Entente e aos Estados Unidos contra os bolcheviques russos.
- 1944
  - Segunda Guerra Mundial: Começa a Batalha de Eniwetok. A batalha termina com uma vitória norte-americana.
  - Segunda Guerra Mundial: Começa a Operação Hailstone: ataque aéreo, de superfície e submarina dos EUA contra a Lagoa Truk, a principal base do Japão no Pacífico central.
- 1948 – O Golpe Alwaziri expulsa brevemente a dinastia governante al-Qasimi do Iémen; O imame Yahya Muhammad Hamid ed-Din é morto.[8]
- 1959
  - Projeto Vanguard: Vanguard 2: o primeiro satélite meteorológico é lançado para medir a distribuição da cobertura de nuvens.
  - Um Vickers Viscount da Turkish Airlines cai perto do Aeroporto de Gatwick, matando 14 pessoas; O primeiro-ministro turco, Adnan Menderes, sobrevive ao acidente.[9]
- 1964 — Derrubado por um golpe de Estado o governo do presidente gabonês Léon Mba.
- 1965 — Programa Ranger: a sonda Ranger 8 parte em sua missão de fotografar a região de Mare Tranquillitatis da Lua em preparação para as missões tripuladas Apollo.
- 1972 — As vendas acumuladas do Volkswagen Fusca (conhecido como Carocha em Portugal) excedem as do Ford Model T.
- 1974 — Robert K. Preston, um soldado descontente do Exército dos EUA, invade a Casa Branca em um helicóptero roubado.[10]
- 1979 — Tem início a Guerra sino-vietnamita.
- 1986 — União Europeia: assinatura do Ato Único Europeu.
- 1987 — Choque entre duas locomotivas na estação Itaquera (São Paulo) resulta num dos acidentes ferroviários com maior número de vítimas fatais do Brasil.
- 1989 — Criação, através do Tratado de Marraquexe, da União do Magrebe Árabe.
- 1992 — Primeira Guerra de Nagorno-Karabakh: tropas armênias massacram mais de 20 civis do Azerbaijão durante a captura de Garadaghly.[11]
- 1995 — Termina, com um cessar-fogo negociado pela ONU, a Guerra de Cenepa entre Peru e Equador.
- 1996
  - Na Filadélfia, o campeão mundial Garry Kasparov vence o supercomputador Deep Blue em uma partida de xadrez.
  - Lançamento da sonda espacial NEAR Shoemaker para estudar o asteroide Eros.
  - O sismo de 8,2 Mw Biak abala a província de Papua no leste da Indonésia com uma intensidade máxima de VIII. Um grande tsunami se seguiu, deixando cento e sessenta e seis pessoas mortas ou desaparecidas e 423 feridas.[12]
- 2000 — Toma posse em Guiné-Bissau o presidente Kumba Yalá.
- 2006 — Um enorme deslizamento de terra ocorre no sul de Leyte, Filipinas; O número oficial de mortos é de 1 126.[13]
- 2008 — Kosovo declara independência da Sérvia.
- 2011
  - Primavera Árabe: começam os protestos na Líbia contra o regime do presidente Muammar al-Gaddafi.
  - Primavera Árabe: No Bahrein, as forças de segurança lançam um ataque mortal antes do amanhecer contra os manifestantes na Rotatória de Pearl em Manama; o dia é conhecido localmente como Quinta-feira Sangrenta.
- 2016 — Veículos militares explodem na parte externa de um quartel das Forças Armadas da Turquia em Ancara, Turquia, matando pelo menos 29 pessoas e ferindo outras 61.

## Nascimentos

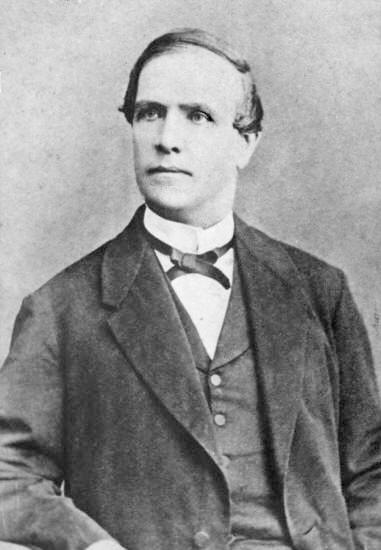
Francisco Adolfo de Varnhagen

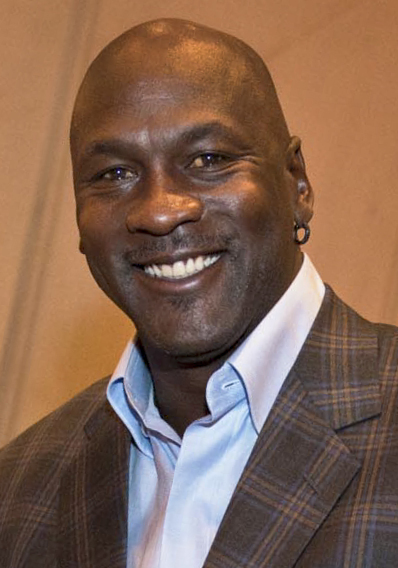
Michael Jordan

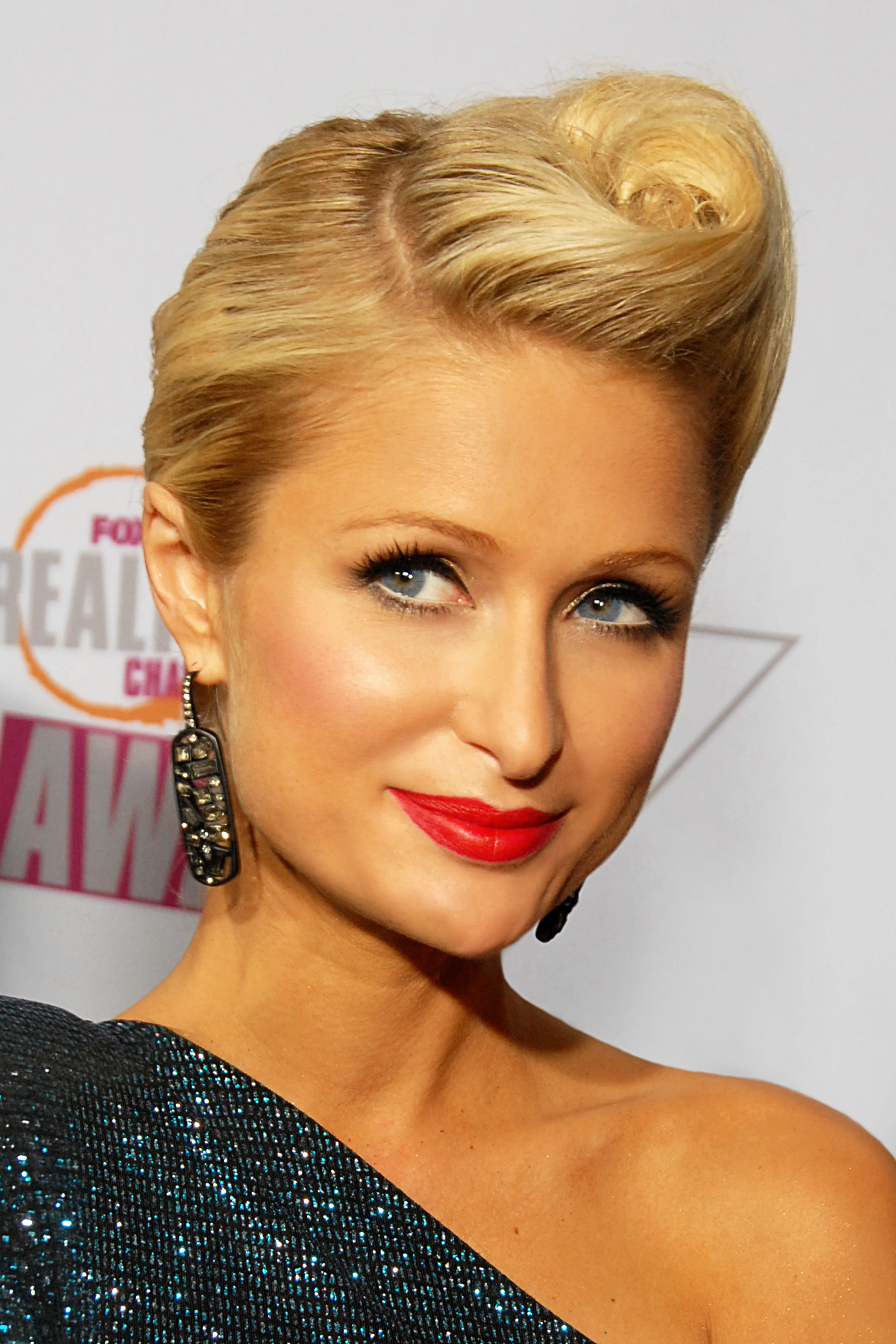
Paris Hilton

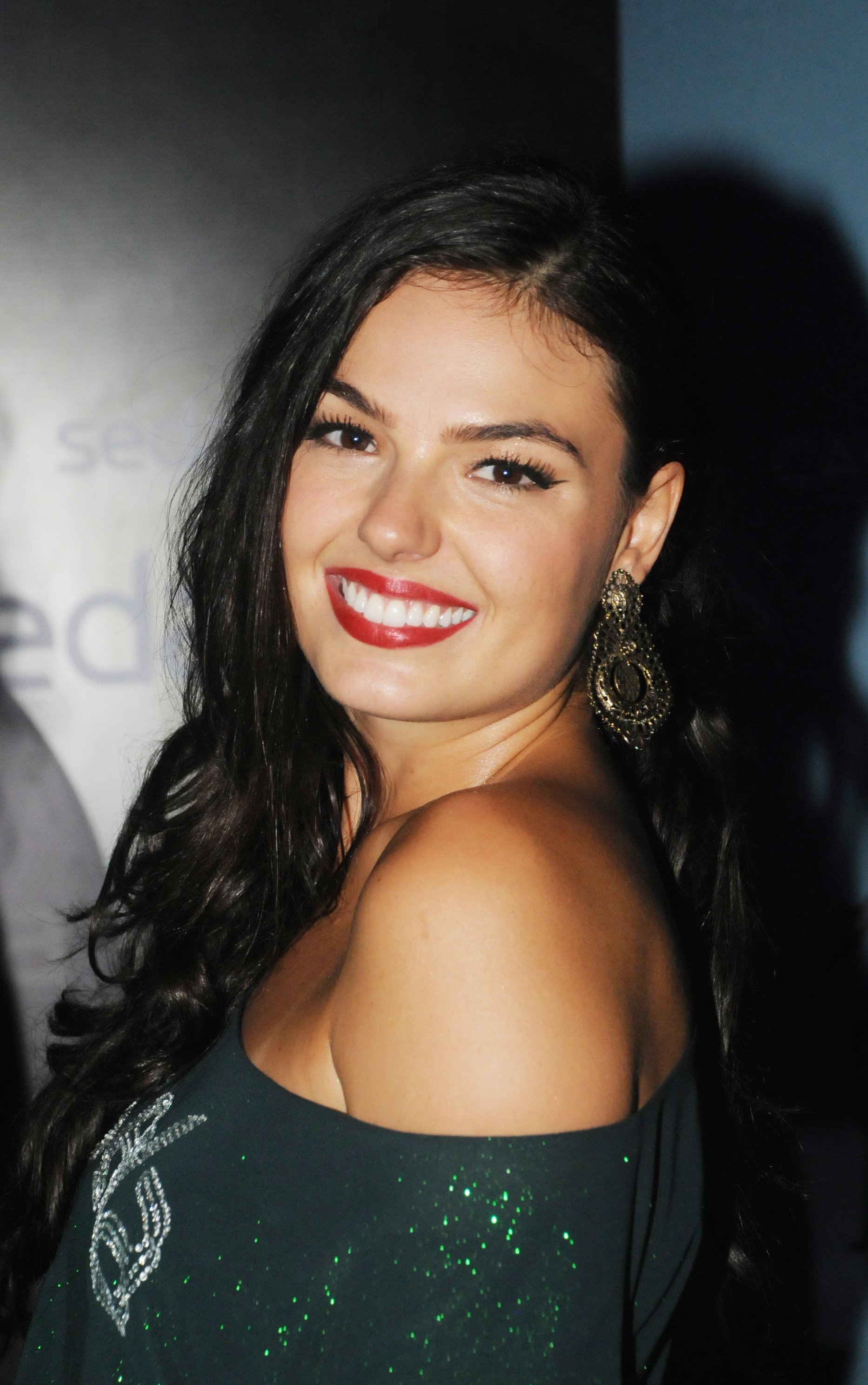
Isis Valverde

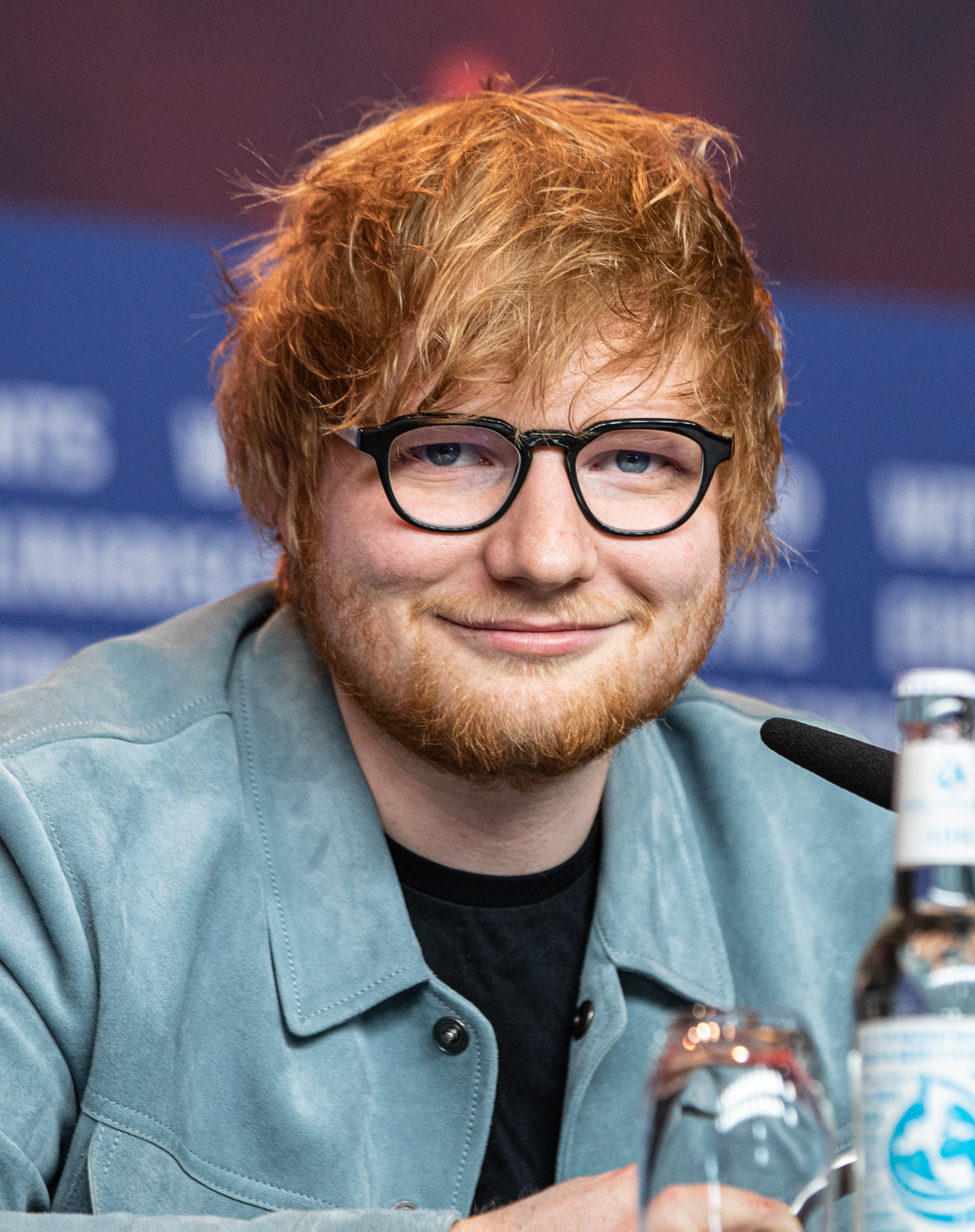
Ed Sheeran

### Anterior ao século XIX
- 0624 — Wu Zetian, imperatriz consorte chinesa (m. 705).
- 1444 — Rodolfo Agrícola, humanista neerlandês (m. 1485).
- 1490 — Carlos III de Bourbon, nobre francês (m. 1527).
- 1519 — Francisco, Duque de Guise (m. 1563).
- 1524 — Carlos de Lorena-Guise, cardeal francês (m. 1574).
- 1583 — Johann Heinrich Alting, filósofo alemão (m. 1644).
- 1653 — Arcangelo Corelli, violinista e compositor italiano (m. 1713).
- 1723 — Tobias Mayer, astrônomo e acadêmico alemão (m. 1762).
- 1740 — Horace-Bénédict de Saussure, físico e meteorologista suíço (m. 1799).
- 1752 — Friedrich Maximilian Klinger, escritor e dramaturgo alemão (m. 1831).
- 1754 — Nicolas Baudin, cartógrafo e explorador francês (m. 1803).
- 1756 — Johann Christian Gottlieb Ackermann, médico alemão (m. 1801).
- 1781 — René Laennec, físico francês (m. 1826).
- 1796 — Philipp Franz von Siebold, médico e botânico alemão (m. 1866).

### Século XIX
- 1816 — Francisco Adolfo de Varnhagen, diplomata e historiador brasileiro (m. 1878).
- 1817 — George Julian Harney, ativista político e jornalista inglês (m. 1897).
- 1820 — Henri Vieuxtemps, violinista e compositor belga (m. 1881).
- 1821 — Lola Montez, atriz e dançarina irlandesa-americana (m. 1861).
- 1823 — Paula de Bragança, princesa do Brasil (m. 1833).
- 1836 — Gustavo Adolfo Bécquer, escritor, poeta e dramaturgo espanhol (m. 1870).
- 1845 — Antónia de Bragança (m. 1913).
- 1848 — Louisa Lawson, poetisa e editora australiana (m. 1920).
- 1854 — Friedrich Alfred Krupp, empresário alemão (m. 1902).
- 1861 — Helena de Waldeck e Pyrmont, duquesa de Albany (m. 1922).
- 1862 — Mori Ōgai, general, escritor e poeta japonês (m. 1922).
- 1864 — Banjo Paterson, jornalista, escritor e poeta australiano (m. 1941).
- 1869 — Gago Coutinho, militar e geógrafo português (m. 1959).
- 1874 — Thomas John Watson, empresário norte-americano (m. 1956).
- 1877 — André Maginot, político francês (m. 1932).
- 1879 — Dorothy Canfield Fisher, reformadora educacional, ativista social e escritora estadunidense (m. 1958).
- 1888 — Otto Stern, físico e acadêmico teuto-americano (m. 1969).
- 1890 — Ronald Fisher, estatístico, biólogo e geneticista anglo-australiano (m. 1962).
- 1891 — Adolf Abraham Halevi Fraenkel, matemático e acadêmico teuto-israelense (m. 1965).
- 1893 — Wally Pipp, jogador de beisebol e jornalista americano (m. 1965).
- 1898 — Múcio Leão, poeta e jornalista brasileiro (m. 1969).
- 1900 — Ruth Clifford, atriz americana (m. 1998).

### Século XX

#### 1901–1950
- 1901 — Helmut Kahl, pentatleta alemão (m. 1992).
- 1903 — Sadeq Hedayat, escritor e tradutor iraniano-francês (m. 1951).
- 1904
  - Hans Morgenthau, cientista político, filósofo e acadêmico teuto-americano (m. 1980).
  - Milton Krasner, diretor de fotografia norte-americano (m. 1988).
- 1905 — Rózsa Péter, matemática húngara (m. 1977).
- 1906
  - Galo Plaza Lasso, político equatoriano (m. 1987).
  - Mary Brian, atriz americana (m. 2002).
- 1907 — Gerhard Hirschfelder, padre católico e ativista alemão (m. 1942).
- 1908 — Bo Yibo, general e político chinês (m. 2007).
- 1912 — Andre Norton, escritor americano (m. 2005).
- 1914
  - Arthur Kennedy, ator americano (m. 1990).
  - René Vietto, ciclista francês (m. 1988).
- 1916
  - Alexander Obolensky, jogador de rúgbi e aviador russo (m. 1940).
  - Raf Vallone, futebolista e ator italiano (m. 2002).
- 1917
  - Guillermo González Camarena, inventor mexicano (m. 1965).
  - Albert Lehninger, bioquímico norte-americano (m. 1986).
- 1918 — Jacqueline Lelong-Ferrand, matemático francês (m. 2014).
- 1919
  - Kathleen Freeman, atriz e cantora americana (m. 2001).
  - Joe Hunt, tenista americano (m. 1945).
- 1920
  - Annie Glenn, defensora de deficiência e distúrbio de comunicação americana (m. 2020).
  - Curt Swan, militar e ilustrador norte-americano (m. 1996).
  - Ivo Caprino, diretor e roteirista norueguês (m. 2001).
- 1921 — Duane Gish, bioquímico e acadêmico americano (m. 2013).
- 1923
  - John Marco Allegro, arqueólogo e estudioso britânico (m. 1988).
  - Kathleen Freeman, atriz norte-americana (m. 2001).
- 1924 — Margaret Truman, cantora e escritora americana (m. 2008).
- 1925
  - Ron Goodwin, compositor e maestro britânico (m. 2003).
  - Marcos Rey, escritor e cineasta brasileiro (m. 1999).
  - Hal Holbrook, ator e diretor norte-americano (m. 2021).
- 1926 — Egisto Pandolfini, futebolista e treinador de futebol italiano (m. 2019).
- 1928 — Michiaki Takahashi, virologista japonês (m. 2013).
- 1929 — Alejandro Jodorowsky, diretor e roteirista chileno-francês.
- 1930 — Ruth Rendell, escritora britânica (m. 2015).
- 1933 — Craig Thomas, capitão e político americano (m. 2007).
- 1934
  - Alan Bates, ator britânico (m. 2003).
  - Barry Humphries, comediante, ator e escritor australiano (m. 2023).
- 1935 — Christina Pickles, atriz anglo-americana.
- 1936 — Jim Brown, jogador de futebol americano e ator estadunidense (m. 2023).
- 1937
  - Mary Ann Mobley, modelo e atriz americana (m. 2014).
  - Willi Koslowski, futebolista alemão (m. 2024).
- 1938 — Belmiro de Azevedo, empresário português (m. 2017).
- 1940 — Vicente Fernández, cantor, compositor, ator e produtor mexicano (m. 2021).
- 1941
  - Fernando Gabeira, jornalista, escritor e político brasileiro.
  - Alexandre Baptista, futebolista português (m. 2024).
- 1942
  - Iolu Abil, político vanuatuense.
  - Huey Newton, ativista americano (m. 1989).
- 1943 — Vic Militello, atriz brasileira (m. 2017).
- 1944
  - Karl Jenkins, saxofonista, tecladista e compositor britânico.
  - Idriz Hošić, ex-futebolista bósnio.
- 1945
  - Zina Bethune, atriz, dançarina e coreógrafa americana (m. 2012).
  - Brenda Fricker, atriz irlandesa.
  - Wilma de Faria, política brasileira (m. 2017).
- 1946
  - Valdomiro Vaz Franco, ex-futebolista brasileiro.
  - André Dussollier, ator francês.
- 1947 — Veríssimo Correia Seabra, militar guineense (m. 2004).
- 1948
  - José José, cantor, compositor, produtor e ator mexicano (m. 2019).
  - Valentin Ceaușescu, físico romeno.
- 1949 — Fred Frith, guitarrista e compositor britânico.
- 1950
  - Rickey Medlocke, músico norte-americano.
  - Hans-Otto Schumacher, canoísta alemão (m. 2024).

#### 1951–2000
- 1951
  - Barzan Ibrahim al-Tikriti, político iraquiano (m. 2007).
  - Amado Batista, compositor e cantor brasileiro.
- 1952 — Karin Janz, ex-ginasta e médica alemã.
- 1953
  - Peninha, compositor e cantor brasileiro.
  - Pertti Karppinen, ex-canoísta finlandês.
- 1954 — Rene Russo, atriz norte-americana.
- 1955
  - Mo Yan, escritor e acadêmico chinês.
  - Marcelo Trobbiani, ex-futebolista e treinador de futebol argentino.
  - Francisco Chagas Eloi, ex-futebolista brasileiro.
- 1956
  - Norberto do Amaral, bispo timorense.
  - Malcolm Wilson, ex-piloto de rali e dirigente esportivo britânico.
- 1957 — Loreena McKennitt, cantora, compositora, acordeonista e pianista canadense.
- 1958
  - Sergey Baltacha, ex-futebolista e treinador de futebol ucraniano.
  - Peter Palúch, ex-futebolista eslovaco.
- 1959
  - Rowdy Gaines, ex-nadador e comentarista esportivo norte-americano.
  - Mike Coughlan, projetista e engenheiro automobilístico britânico.
- 1960 — Tânia Gomide, atriz brasileira.
- 1961 — Andrey Korotayev, antropólogo, economista, historiador e sociólogo russo.
- 1962
  - Lou Diamond Phillips, ator e diretor norte-americano.
  - Ruy Scarpino, treinador de futebol e futebolista brasileiro (m. 2021).
- 1963
  - Larry the Cable Guy, comediante e dublador americano.
  - Michael Jordan, ex-jogador de basquete, empresário e ator americano.
- 1965
  - Michael Bay, diretor e produtor norte-americano.
  - Jonathan Breck, ator norte-americano.
- 1966
  - Quorthon, guitarrista e compositor sueco (m. 2004).
  - Michael LePond, músico norte-americano.
- 1968
  - Wuer Kaixi, jornalista e ativista chinês.
  - Giuseppe Signori, ex-futebolista italiano.
- 1969
  - Vasily Kudinov, handebolista russo (m. 2017).
  - Tuesday Knight, cantora e atriz norte-americana.
  - Razvan Lucescu, ex-futebolista e treinador de futebol romeno.
- 1970
  - Dominic Purcell, ator e produtor irlandês-australiano.
  - Marcos Bernstein, roteirista, cineasta, ator e escritor de telenovelas brasileiro.
  - João Emanuel Carneiro, roteirista, diretor de cinema e escritor de telenovelas brasileiro.
- 1971
  - Denise Richards, atriz e modelo norte-americana.
  - Pedro Ribeiro, locutor, apresentador e comentador desportivo português.
  - Carlos Gamarra, ex-futebolista paraguaio.
- 1972
  - Billie Joe Armstrong, cantor, compositor, guitarrista, ator e produtor norte-americano.
  - Philippe Candeloro, ex-patinador artístico francês.
  - Valeria Mazza, modelo e empresária argentina.
  - Taylor Hawkins, baterista norte-americano (m. 2022).
  - Cezary Kucharski, ex-futebolista polonês.
  - Lars Göran Petrov, cantor e baterista sueco (m. 2021).
- 1973
  - Goran Bunjevčević, futebolista sérvio (m. 2018).
  - Sandro Barbosa, ex-futebolista e dirigente esportivo brasileiro.
  - Celso Zucatelli, jornalista e apresentador de televisão brasileiro.
  - David McIntosh, ex-futebolista venezuelano.
  - Elaine Bast, jornalista brasileira.
- 1974
  - Jerry O'Connell, ator, diretor e produtor norte-americano.
  - Al-Muhtadee Billah, político bruneano.
- 1975 — Rafael Mea Vitali, ex-futebolista venezuelano.
- 1976
  - Rory Kinnear, ator e dramaturgo britânico.
  - Almira Skripchenko, enxadrista francesa.
  - Kelly Carlson, atriz norte-americana.
- 1977
  - Isaac Kappy, ator americano (m. 2019).
  - Erin Cardillo, atriz estadunidense.
- 1978
  - Rodney Scott, ator norte-americano.
  - Laila Garin, atriz e cantora brasileira.
  - Abdelillah Bagui, ex-futebolista marroquino.
- 1979
  - Fernando Yamada, ex-futebolista brasileiro.
  - Cara Black, ex-tenista zimbabuana.
  - Conrad Ricamora, ator americano.
  - Bear McCreary, compositor e músico norte-americano.
- 1980
  - Al Harrington, ex-jogador de basquete americano.
  - Juanito, ex-futebolista espanhol.
- 1981
  - Paris Hilton, modelo, personalidade da mídia, atriz, cantora, DJ, escritora e empresária norte-americana.
  - Joseph Gordon-Levitt, ator, diretor e produtor norte-americano.
- 1982
  - Daniel Merriweather, cantor e compositor australiano.
  - Brian Bruney, jogador de beisebol americano.
  - Alessandro Campos, padre, apresentador de televisão e cantor brasileiro.
  - Gustavo Sondermann, automobilista brasileiro (m. 2011).
  - Mariana Weickert, modelo e apresentadora brasileira.
  - Brooke D'Orsay, atriz e dubladora norte-americana.
  - Timothée Atouba, ex-futebolista camaronês.
  - Adriano Imperador, ex-futebolista brasileiro.
  - Nicolás Medina, ex-futebolista argentino.
- 1983
  - Kevin Rudolf, cantor, compositor, guitarrista e produtor americano.
  - Mohammad Massad, ex-futebolista saudita.
  - Bruno Amaro, ex-futebolista português.
  - Abbey Brooks, atriz norte-americana.
  - Léo Gago, ex-futebolista brasileiro.
- 1984
  - AB de Villiers, jogador de críquete sul-africano.
  - Katie Hill, jogadora de basquete em cadeira de rodas australiana.
  - Támara Echegoyen, velejadora espanhola.
  - Marcin Gortat, ex-jogador de basquete polonês.
  - Ásgeir Örn Hallgrímsson, ex-handebolista islandês.
- 1985 — Mario Bolatti, ex-futebolista argentino.
- 1986
  - Joey O'Brien, futebolista irlandês.
  - Delio Fernández, ciclista espanhol.
- 1987
  - Isis Valverde, atriz brasileira.
  - Amy Rodriguez, ex-futebolista norte-americana.
  - Alex Frost, ator norte-americano.
  - Sam Jenkins, ex-futebolista neozelandês.
- 1988
  - Vasyl Lomachenko, boxeador ucraniano.
  - Natascha Kampusch, cidadã austríaca.
  - Tando Velaphi, futebolista australiano.
- 1989
  - Rebecca Adlington, nadadora britânica.
  - Miguel Molina, automobilista espanhol.
  - Chord Overstreet, cantor, compositor e ator norte-americano.
  - Bernardo Tengarrinha, futebolista português (m. 2021).
- 1990
  - Attila Fiola, futebolista húngaro.
  - Edin Višća, futebolista bósnio.
- 1991
  - Bonnie Wright, atriz, diretora e roteirista britânica.
  - Marco D'Alessandro, futebolista italiano.
  - Ed Sheeran, cantor, compositor, guitarrista e produtor britânico.
  - Marvin Sordell, ex-futebolista britânico.
- 1992
  - Nenê Bonilha, futebolista brasileiro.
  - Andrei Girotto, futebolista brasileiro.
- 1993
  - Nicola Leali, futebolista italiano.
  - AJ Perez, ator e modelo filipino (m. 2011).
  - Marc Márquez, motociclista espanhol.
- 1994 — Neilton Mestzk, futebolista brasileiro.
- 1995
  - Madison Keys, tenista norte-americana.
  - Stéphane Sparagna, futebolista francês.
  - Romain Mahieu, ciclista francês.
- 1996
  - Sasha Pieterse, atriz e cantora sul-africana.
  - Renato Kayzer, futebolista brasileiro.
  - Isabella Scherer, atriz brasileira.
- 1997
  - Eike Duarte, ator brasileiro.
  - Gaetano Castrovilli, futebolista italiano.
- 1998 — Mohamed Katir, meio-fundista espanhol.
- 1999 — Alex De Minaur, tenista australiano.
- 2000 — Valentina Toro, carateca chilena.

### Século XXI
- 2004 — Amari Bailey, jogador de basquete norte-americano.
- 2005 — Jeanuël Belocian, futebolista francês.

## Mortes

### Anterior ao século XIX
- 0364 — Joviano, imperador romano (n. 331).
- 0440 — Mesrobes Mastósio, monge, linguista e teólogo armênio (n. 360).
- 0923 — Atabari, estudioso persa (n. 839).
- 1339 — Otão I da Áustria (n. 1301).
- 1371 — João Alexandre da Bulgária (n. ?).
- 1600 — Giordano Bruno, matemático, astrônomo e filósofo italiano (n. 1548).
- 1609 — Fernando I, Grão-Duque da Toscana (n. 1549).
- 1624 — Juan de Mariana, padre e historiador espanhol (n. 1536).
- 1659 — Abel Servien, político francês (n. 1593).
- 1673 — Molière, ator e dramaturgo francês (n. 1622).
- 1680
  - Jan Swammerdam, biólogo, zoólogo e entomologista neerlandês (n. 1637).
  - Frans Post, artista neerlandês (n. 1612).
- 1715 — Antoine Galland, orientalista e arqueólogo francês (n. 1646).
- 1718 — Charlotte Lee, Condessa de Lichfield (n. 1664).
- 1732 — Louis Marchand, organista e compositor francês (n. 1669).

### Século XIX
- 1819 — Joaquim Silvério dos Reis, delator brasileiro (n. 1756).
- 1839 — William Adam, juiz e político britânico (n. 1751).
- 1841 — Ferdinando Carulli, violonista e compositor italiano (n. 1770).
- 1849 — María de las Mercedes Barbudo, ativista política porto-riquenha (n. 1773).
- 1854 — John Martin, pintor, gravador e ilustrador britânico (n. 1789).
- 1856 — Heinrich Heine, jornalista e poeta alemão (n. 1797).
- 1874 — Adolphe Quételet, astrônomo, matemático e sociólogo belga (n. 1796).
- 1890 — Christopher Sholes, editor e político americano (n. 1796).
- 1899 — Tito Franco de Almeida, político brasileiro (n. 1819).

### Século XX
- 1909 — Gerônimo, líder tribal americano (n. 1829).
- 1912 — Edgar Evans, marinheiro e explorador britânico (n. 1876).
- 1919 — Wilfrid Laurier, advogado e político canadense (n. 1841).
- 1924 — Oskar Merikanto, compositor finlandês (n. 1868).
- 1934
  - Alberto I da Bélgica (n. 1875).
  - Siegbert Tarrasch, jogador de xadrez e teórico alemão (n. 1862).
- 1946 — Dorothy Gibson, atriz e cantora americana (n. 1889).
- 1961
  - Lütfi Kırdar, médico e político turco (n. 1887).
  - Nita Naldi, atriz americana (n. 1894).
- 1962 — Bruno Walter, pianista, compositor e maestro teuto-americano (n. 1876).
- 1970
  - Shmuel Yosef Agnon, romancista, contista e poeta ucraniano-israelense (n. 1888).
  - Alfred Newman, compositor e maestro norte-americano (n. 1900).
- 1973 — Pixinguinha, músico e compositor brasileiro (n. 1897).
- 1975 — George Marshall, cineasta norte-americano (n. 1891).
- 1982
  - Thelonious Monk, pianista e compositor norte-americano (n. 1917).
  - Lee Strasberg, ator e diretor americano (n. 1901).
- 1985 — José Mestre Baptista, cavaleiro tauromáquico português (n. 1940).
- 1986 — Jiddu Krishnamurti, filósofo e escritor indo-americano (n. 1895).
- 1988 — John Marco Allegro, arqueólogo e estudioso britânico (n. 1923).
- 1994 — Randy Shilts, jornalista e escritor americano (n. 1951).
- 1997 — Darcy Ribeiro, antropólogo, político e escritor brasileiro (n. 1922).
- 1998 — Ernst Jünger, militar, filósofo e escritor alemão (n. 1895).

### Século XXI
- 2001 — Richard Wurmbrand, escritor romeno (n. 1909).
- 2004 — José López Portillo, advogado e político mexicano (n. 1920).
- 2005
  - Dan O'Herlihy, ator irlandês-americano (n. 1919).
  - Omar Sivori, futebolista e treinador argentino (n. 1935).
- 2006 — Jorge Mendonça, futebolista brasileiro (n. 1954).
- 2007
  - Jurga Ivanauskaitė, escritora lituana (n. 1961).
  - Maurice Papon, político francês (n. 1910).
  - Dermot O’Reilly, músico, produtor e letrista irlandês (n. 1942).
  - Jean Duvignaud, escritor, sociólogo, dramaturgo e antropólogo francês (n. 1921).
- 2009
  - Conchita Cintrón, toureira e jornalista chilena (n. 1922).
  - Mike Whitmarsh, voleibolista de praia norte-americano (n. 1962).
- 2010
  - Kathryn Grayson, atriz e cantora norte-americana (n. 1922).
  - Witold Skaruch, ator e diretor polonês (n. 1930).
- 2012
  - Robert Carr, engenheiro e político britânico (n. 1916).
  - Michael Davis, cantor, compositor e baixista americano (n. 1943).
  - Nicolaas Govert de Bruijn, matemático e teórico neerlandês (n. 1918).
  - Ulrich Neisser, psicólogo e acadêmico teuto-americano (n. 1928).
- 2013 — Mindy McCready, cantora e compositora americana (n. 1975).
- 2014 — Wayne Smith, cantor jamaicano (n. 1965).
- 2016
  - Andy Ganteaume, jogador de críquete trinitário (n. 1921).
  - Andrzej Żuławski, diretor de cinema polonês (n. 1940).
- 2020 — Mário da Graça Machungo, político moçambicano (n. 1940).
- 2021 — Rush Limbaugh, apresentador de talk show e escritor americano (n. 1951).
- 2025
  - Carlos Miranda, ator brasileiro (n. 1933).
  - Paquita la del Barrio, atriz e cantora mexicana (n. 1947).

## Feriados e eventos cíclicos

### Mundo
- Dia Mundial do Gato

### Brasil
- Aniversário do município de Vidal Ramos, Santa Catarina
- Aniversário do município de Capinzal, Santa Catarina

### Cristianismo
- Élia Pulquéria
- Engrácia de Braga
- Lucas Belludi
- Marciano
- Mariamne
- Mesrobes Mastósio
- Sete Santos Fundadores da Ordem Servita

## Outros calendários
- No calendário romano era o 13º dia (XIII) antes das calendas de março.
- No calendário litúrgico tem a letra dominical F para o dia da semana.
- No calendário gregoriano a epacta do dia é xii.